# Inzersdorf im Kremstal
Inzersdorf im Kremstal est une commune autrichienne du district de Kirchdorf en Haute-Autriche.